# Операція «Вісла»

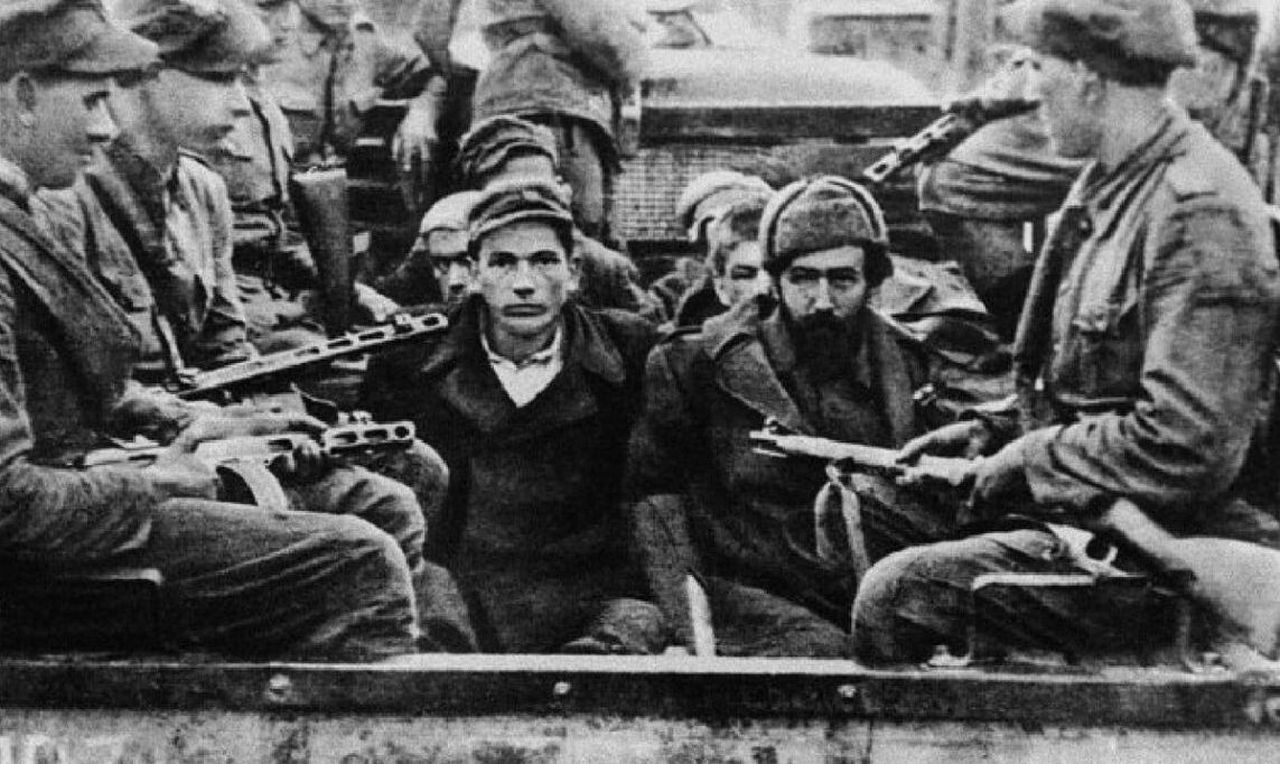
Виселення українців, квітень 1947 року

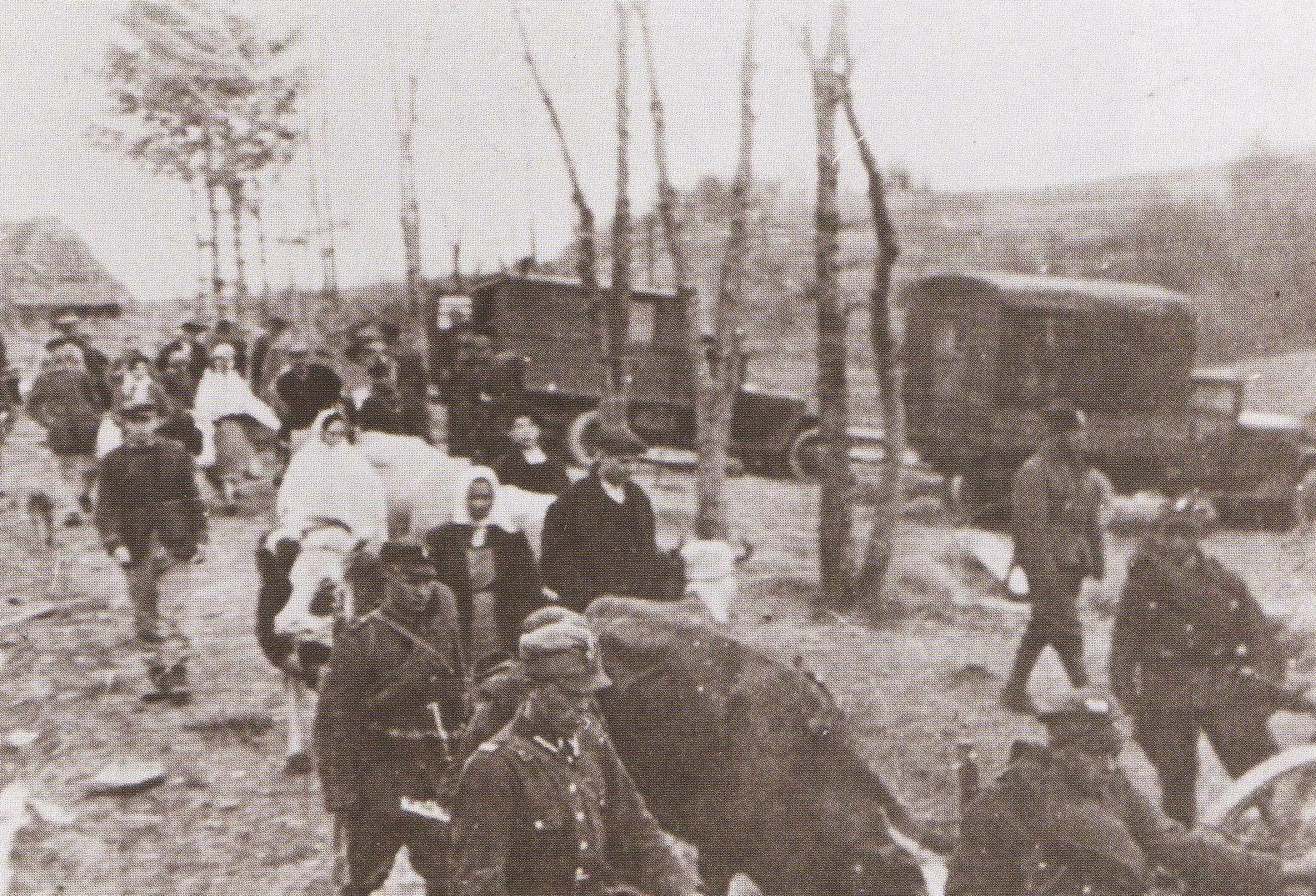
Виселення українців, квітень 1947 року

Виселення українського села у Бескидах, 1947 р.

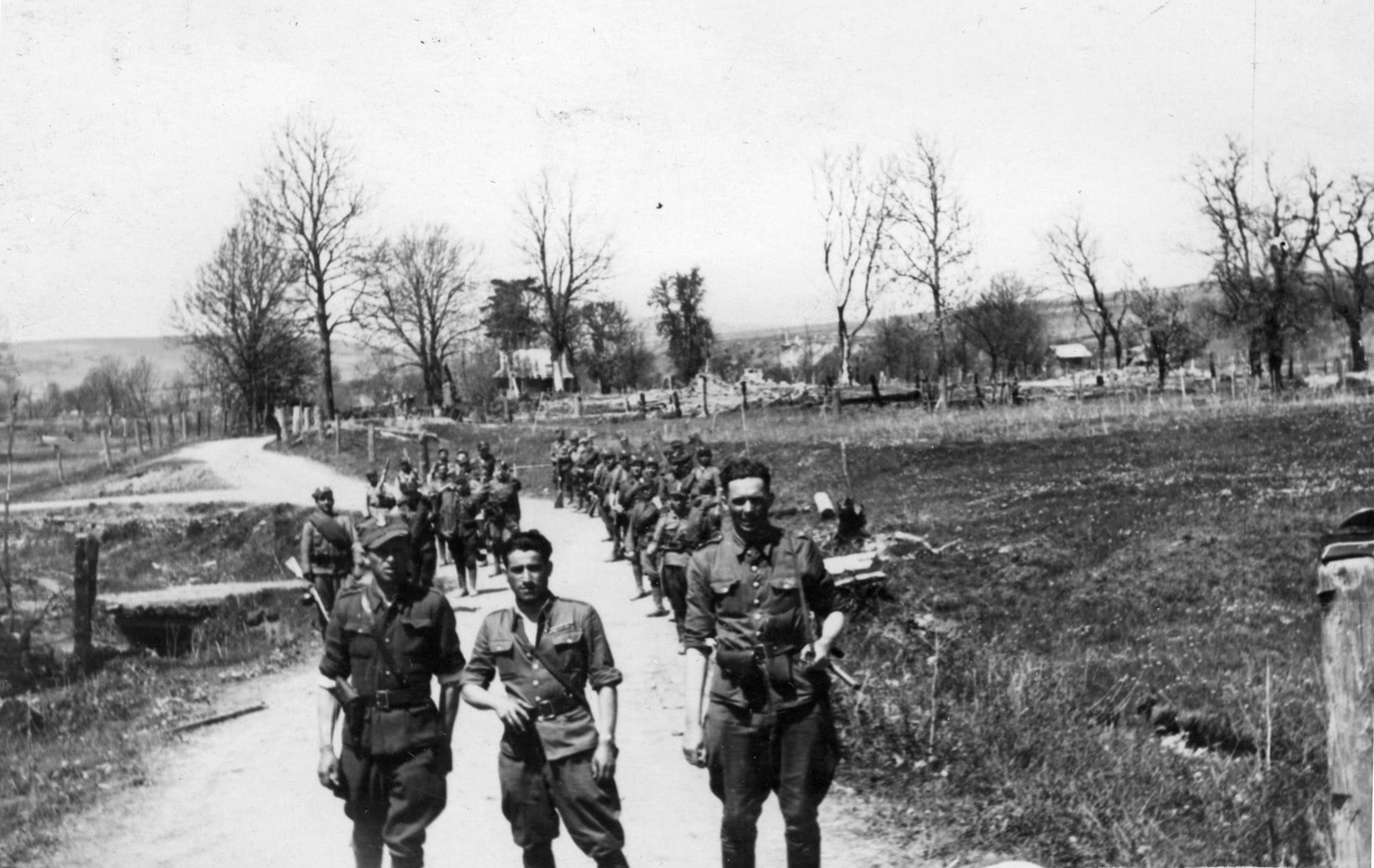
Польське військо під час акції "Вісла" у 1947 р. на фоні спустошеного села Воля Мигова

Облава польських військових на українське село у Бескидах під час акції "Вісла"

Хата у селі Мушинка із прощальним написом: "Прощай рідна хатко, прощай рідне село Мушинка, прощай сільська молодіж, прощайте всі."

Солдати польського війська фотографуються на фоні виселених ними українців, які покидають своє село.

Огорожа концтабору Явожно куди було поміщено 3936 жертви операції "Вісла"

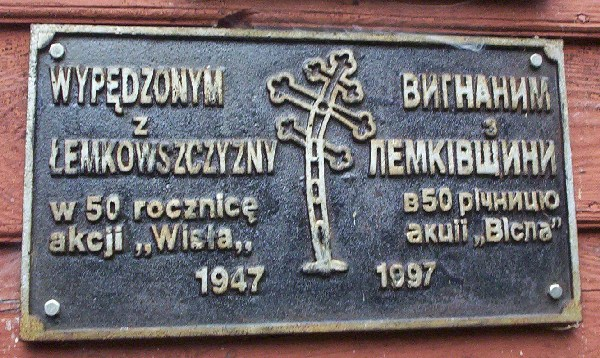
Пам'ятник жертвам операції «Вісла» у Низьких Бескидах

Опера́ція «Ві́сла» (серед українців Польщі відоміша як акція «Вісла», пол. Akcja Wisła) — етнічна чистка, здійснена протягом квітня-липня 1947 року за рішенням партійного і державного керівництва СРСР, ПНР та ЧСР. Полягала у примусовій, з використанням військ (СРСР, Польської республіки, ЧСР), депортації українців з їхніх етнічних територій, — Лемківщини, Надсяння, Підляшшя і Холмщини, — на території у західній та північній частині польської держави, що до 1945 року належали Німеччині, так звані «Повернені Землі» (пол. Ziemie Odzyskane) з метою асиміляції українського населення під маніпулятивним приводом обмеження підтримки українського підпілля місцевим населенням.Було переселено 140 575 осіб, ув'язнено в концтаборі Явожно 3936 осіб (з них: 823 жінки, 27 священники. Унаслідок катувань загинуло близько 200 бранців), убито 655 осіб, заарештовано 2800 членів українського руху ОУН і УПА у Закерзонні. З квітня до липня 1947 року оперативна група «Вісла» провела 357 бойових акцій, ліквідувала 1509 повстанців, знищила 1178 бункерів і криївок.

## Передумови
У 1944 році між урядами УРСР і Польської республіки було підписано «Угоду про взаємний обмін населенням у прикордонних районах». Це перше виселення українців зі споконвічних українських земель, що на той час належали Польській Республіці, котре передувало «Операції „Вісла“» та яке мало (за умовами Угоди) бути винятково добровільним, проводилося найчастіше примусово та із застосуванням військової сили. Польські адміністративні органи для збільшення масштабів переселення вдавалися до:
- позбавлення прав українців на землю,
- ліквідації рідного шкільництва,
- ліквідації культурно-освітніх установ,
- ліквідації греко-католицької церкви тощо.

Протягом жовтня 1944 — серпня 1946, за даними польських джерел, до УРСР було переселено 482 тис. осіб.
Переселення і масові репресивні акції польського уряду щодо українського цивільного населення викликали закономірну рішучу протидію національно-патріотичних сил — Української Повстанської Армії та підпілля Організації українських націоналістів на території Закерзоння, що становило серйозну загрозу для існування тоталітарного режиму в цілій Польщі. За цих умов польська комуністична влада, продовжуючи свою антиукраїнську політику, вирішила повністю виселити українське населення з його етнічних земель і розпорошити українську національну меншину в Польщі.

## Керівники та виконавці операції
- Керівник Оперативної групи «Вісла»[pl] — бригадний генерал Стефан Моссор[pl]
- Начальник штабу ОГ «Вісла» — полковник Міхал Хілінський (пол. Michał Chiliński)
- Заступник керівника ОГ «Вісла» з політично-виховних питань — полковник Болеслав Сідзінський (пол. Bolesław Sidziński)
- Керівник розвідки ОГ «Вісла» — полковник Александр Євченко
- Кватермеєстр ОГ «Вісла» — полковник Францішек Лейтл
- Керівник операційного відділу Війська Польського — полковник Остап Стеца
- Командувач Краківського військового округу — генерал дивізії Міколай Вєнцковський[pl]
- Командир 3-ї дивізії піхоти[pl] — бригадний генерал Мєчислав Меленас[pl]
- Командир 6-ї дивізії піхоти[pl] — полковник Віктор Сеницький[pl]
- Командир 7-ї дивізії піхоти[pl] — полковник Ян Кобилянський (пол. Jan Kobylański)
- Командир 7-ї дивізії піхоти — полковник Зигмунт Бобровський
- Командир 8-ї дивізії піхоти[pl] — полковник Ян Белецький (пол. Józef (Iosif) Bielecki)
- Командир 9-ї дивізії піхоти[pl] — полковник Ігнацій Величко (пол. Ignacy Wieliczko)
- Командир 34-го полку піхоти — підполковник Ян Ґергард
- Суддя Військового Суду ОГ «Вісла» — полковник Мар'ян Маліновський (пол. Marian Malinowski)
- Суддя Військового Суду ОГ «Вісла» — старший лейтенант Людвік Келтика
- Військовий прокурор ОГ «Вісла» — капітан Ян Праусе

## Планування депортації 1947 року та підготовка до неї
31 січня 1947 р. — голова Воєводського комітету безпеки в Ряшеві полковник Іґнаци Вєлічко видає наказ провести облік українського населення на території Ряшівського воєводства.

5 лютого — польський Сейм проголошує «Закон про амністію для членів підпілля» на час від 22 лютого до 25 квітня 1947 р. Амністія не поширюється на ОУН і УПА. Як заявлено під час сеймових переговорів: 
| Прощення і відпущення покарання для прибічників УПА було б повністю несумісне з нашими елементарними почуттями обов'язку перед державою, а також підірвало б найбільш життєво важливі інтереси народуОригінальний текст (пол.) «Przebaczenie i darowanie kary dla członkow UPA byłoby zupełnie niezgodne z naszym elementarnym poczuciem obowiązku wobec Państwa», а також «godziłoby w najbardziej żywotne interesy narodu» |.

14 лютого — новоторзький староста Лех Лея звертається до краківського воєводи з проханням виселити лемків. Пояснює це потребою

| «…створення однорідної держави з точки зору етнічної приналежності. Аби перетворити прикордонні повіти на суто польські, що зрештою відповідає інтересам держави, і щоб усунути питання Лемків з питань польської політики, рекомендованим би було переселення Лемків вглиб Польщі» …Оригінальний текст (пол.) «…stworzenia państwa jednolitego pod względem narodowościowym. (…) Aby stworzyć graniczne powiaty czysto polskimi, co leży zresztą w interesie państwa, i aby usunąć kwestie Łemkow z zagadnień polityki polskiej, wskazanym by było przesiedlenie Łemkow wgłąb Polski». |.

20 лютого — заступник начальника Генерального штабу Війська Польського генерал Стефан Моссор у звіті міністру національної оборони і голові Державної комісії безпеки представляє список українців з 12 повітів Ряшівського воєводства і проєкт їх виселення.

| «При розгляді ситуації на території Краківського округу виникла проблема з залишками українців. Багато осіб і навіть цілі сім'ї українців сховалися в лісах, або в прикордонних теренах Чехословацької республіки, а потім повернулися в свої садиби, становлячи бази для банд УПА і небезпеку іредентизму на майбутнє. Оскільки Радянський Союз не приймає на даний час цих людей, здається, необхідно навесні здійснити енергійну акцію переселення цих осіб окремими сім'ями розкидуючи їх по всіх відновлених територіях, де вони швидко асимілюються.» Оригінальний текст (пол.) «Przy rozważaniu sytuacji na terenie całego Okręgu Krakowskiego nasunął się problem resztek ukraińskich. Wiele jednostek, a nawet rodzin ukraińskich ukryło się w lasach lub miejscowościach pogranicznych na terenie Czechosłowacji i wróciło potem do swoich siedzib stanowiąc bazy dla band UPA i niebezpieczeństwo wszelkiej irredenty na przyszłość. Ponieważ Związek Radziecki nie przyjmuje już obecnie tych ludzi, wydaje się rzeczą konieczną, aby na wiosnę przeprowadzić energiczną akcję przesiedlenia tych ludzi pojedynczymi rodzinami w rozproszeniu na całych Ziemiach Odzyskanych, gdzie szybko się zasymilują». |.

25 лютого — голова Воєводської комісії безпеки в Ряшеві полковник Вєлічко пропонує виселити українців:

| «Потрібно повністю виконати і завершити акцію виселення, почату в 1945 році. Якщо в даний час відсутня можливість передачі цих українців в СРСР, то необхідно їх перенаправити на захід і розпорошено розселити, аби унеможливити шкідливу діяльність. Це питання обговорювалося з воєводою, котрий звернеться з відповідним запитом до центральної влади.» Оригінальний текст (пол.) «Konieczne jest doprowadzenie do zupełnego końca akcji wysiedlania, zaczętej w 1945 r. Jeśli obecnie nie ma możności przekazania tych Ukraińców do ZSRR, to trzeba ich skierować na zachód i osiedlić w rozproszeniu, aby uniemożliwić szkodliwą działalność. Sprawa była omawiana z wojewodą, który wystąpi z odpowiednim wnioskiem do władz centralnych». |.

6 березня — з пропозицією виселення лемків виступає до Державної комісії безпеки командир Краківської округи генерал. Венцковський:

| „Бажано звернутися до уряду щодо сприяння переселенню тих, хто досі перебуває у повіті Новий Сонч, «Лемків» до Повернених Земель.“ Оригінальний текст (пол.) „Byłoby pożądanym, aby wystąpić z wnioskiem do rządu o spowodowanie przesiedlenia pozostałych jeszcze w pow. Nowy Sącz «Łemków» na teren Ziem Odzyskanych“. |.

27 березня — на засіданні Державної комісії безпеки обговорено пропозицію виселення українців. Прийнято постанову, щоб міністр державної безпеки генерал Радкевич справи, котрі стосуються виселення українців з Ряшівського воєводства (пол. «Sprawy dotyczące wysiedlenia Ukraińców z woj. rzeszowskiego») представив на засіданні Політбюро Центрального комітету Польської робітничої партії.

27 березня — у секретному рапорті Оперативного відділу Генерального штабу Польського війська записано: 
| «Вирішення українського питання, поширеного на територію Ряшівського, Люблінського і частини Краківського воєводства[pl] є справою надзвичайно важливою, вирішальною щодо результатів подальшої боротьби з бандами УПА (…) Оскільки СРСР на даний час не приймає цих людей на свої території, тому представляється необхідним провести енергійну акцію переселення цих людей поодинокими сім'ями на територію Повернених Земель, де вони можуть скоро асимілюватися." Оригінальний текст (пол.) «Rozwiązanie zagadnienia ukraińskiego rozciągającego się na teren województwa rzeszowskiego, lubelskiego i części krakowskiego jest sprawą nadzwyczaj ważną, decydującą o wynikach dalszej walki z bandami UPA (…) Ponieważ ZSRR nie przyjmuje już obecnie tych ludzi na swe tereny, wydaje się rzeczą konieczną, aby przeprowadzić energiczną akcję przesiedleńczą tych ludzi pojedynczymi rodzinami na teren Ziem Odzyskanych, gdzie mogą się szybko zasymilować». |

### Сили УПА наЗакерзонні
Згідно з оцінками документів, котрі були в командування Оперативної Групи «Вісла», Українська повстанська армія розпоряджалася на день 1 квітня 1947 року збройними силами в кількості 2402 осіб, включно з місцевою самообороною в кількості 720 осіб. Серед членів УПА таких, що носять зброю й активні в бойових діях, оцінено на 1772 людини. Розклад сил на окремі відділи виглядав наступний:
- Штаб УПА в «Закерзонському Краю» — 25 осіб;
- Округа № 1 (Сяноччина) — штаб (37 осіб), підрозділи місцевої самооборони, зокрема Самооборонні Кущові Відділи (пол. obsada personalna rejonów) 249 осіб, збройні підрозділи: сотня «Бурлаки» (120 осіб), сотня «Ластівки» (91), сотня «Громенки» (121), сотня «Крилача» (81), Лемківська сотня «Стаха» (61), сотня «Біра» (90), сотня «Хріна» (121), сотня «Романа» (121).
- Округа № 2 (Ряшівщина) — штаб (27 осіб), підрозділи місцевої самооборони СКВ (пол. obsada personalna rejonów) 471 особа, збройні підрозділи: сотня «Месники-1» хорунжого Григорія Мазура «Калиновича» (100), сотня «Месники-2» хорунжого Івана Шиманського «Шума» (101), сотня «Месники-3» Михайла Тарабаня «Тучі» (90), сотня «Месники-4» Григорія Левка «Крука» (71) (входили до складу куреня «Месники»)[1], сотня «Бриля» (60), сотня «Сагайдачин» (61), сотня «Яра» (41), сотня «Чауса» (51), сотня «Дуди» (40), сотня «Крилаті» (41), сотня «Давида» (71) (пол. sotnia «Kruka» (71), sotnia «Kalinowicza» (100), sotnia «Tucza» (90), sotnia «Szuma» (101), sotnia «Bryla» (60), sotnia «Sahajdaczyn» (61), sotnia «Jara» (41), sotnia «Czausa» (51), sotnia «Dudy» (40), sotnia «Kryłaty» (41), sotnia «Dawida» (71)).

Згідно з тими ж даними командування Оперативної Групи «Вісла», на 23 липня 1947 року збройні сили УПА на Закерзонні зменшились з 2402 осіб до 563.

## Хід операції

### Формальний привід
Приводом до початку операції «Вісла» стала загибель 28 березня 1947 року в районі села Яблоньки (на шосе між Балигородом і Тісною) у бою з відділом УПА (командир — майор С. Хрін) заступника міністра оборони (ІІ віцеміністр національної оборони) Польської республіки генерала Кароля Свєрчевського. Справжнім наміром, прихованим у документах з грифом «таємно», було «остаточне розв'язання української проблеми в Польщі».
| У смерті Свєрчевського досі залишаються деякі нез'ясовані обставини. У тому бою проти 50 поляків стояло 150 ОУНівців, з кулеметами й мінометами. А вбито лиш генерала та трьох солдатів. Нападників одразу названо «бандою УПА», хоча слідство закінчили тільки тижнів через три. Бандерівці не знімали з себе відповідальності за ту акцію. Але дивно, що «Хрін», який командував однією з тих двох сотень упівців, згодом у своїх мемуарах ані словом не згадав про Свєрчевського[4] |.
Цього ж дня на засіданні політбюро ПРП було прийнято рішення про цілковиту депортацію українського населення у новостворені на колишніх німецьких землях воєводства — Вроцлавське, Гданське, Зеленогірське, Кошалінське, Ольштинське, Познанське і Щецінське.
28 березня — постанова Політбюро ЦК ПРП:

| «В рамках репресивної акції щодо українського народу постановлено: 1. Швидкими темпами переселити українців і змішані родини на повернені території (передусім північну Пруссію), не утворюючи компактних груп і не ближче, ніж 100 км від кордону». Оригінальний текст (пол.) «W ramach akcji represyjnej wobec ludności ukraińskiej postanowiono: 1. W szybkim tempie przesiedlić Ukraińców i rodziny mieszane na tereny odzyskane (przede wszystkim Prusy płn.), nie tworząc zwartych grup i nie bliżej niż 100 km od granicy». |.

29 березня — Політбюро ЦК ПРП повідомляє про свою постанову в справі виселення українців посла СРСР у Варшаві Віктора Лебедєва.

30 березня — Воєводський комітет безпеки в Ряшеві приймає постанову про виселення і «впровадження концтаборів для українців, що шкодять Державі» 
11 квітня — постановою Політбюро з завданням проведення «української акції» (пол. «akcji ukraińskiej») твориться штаб оперативної групи, яку очолює генерал Моссор.

11 квітня — рапорт Оперативного відділу Генерального штабу Війська Польського у справі генерала Свєрчевського:
|  | «Приналежність організованої банди, котра вчинила напад, не можна встановити, так як нікого з учасників не затримано. (…) Не виключено, що за генералом під час його подорожі цілий час стежили диверсанти з-поміж реакційних елементів Центральної Польщі, і замах був організований ними власне у такій місцевості, де підозра впаде на українців. Вважаю за свій обов'язок подання такого припущення, а щоб органи, призначені до провадження детального розслідування не притримувалися хибної думки, що злочин вчинили українські фашисти, і тільки серед них розшукували виконавців» Оригінальний текст (пол.) ««Przynależności organizacyjnej bandy, która dokonała napadu, nie można ustalić, gdyż nikogo z uczestników nie złapano. (…) Nie wykluczone, że generał w swojej podróży był śledzony przez cały czas przez elementy dywersyjne spośród elementow reakcyjnych Polski Centralnej i zamach był przez nie organizowany wlaśnie w takim terenie, gdzie podejrzenie obciąży Ukraińców. Uważam za swój obowiązek podanie tego przypuszczenia, a żeby organy przeznaczone do przeprowadzenia szczegółowego śledźstwa nie sugerowały się, że zbrodni dokonali faszyści ukraińscy i tylko wśród nich poszukiwali sprawców» |

15 квітня — міністр оборони Польської республіки фельдмаршал Міхал Рола-Жимієрскі (пол. Michał Rola-Żymierski, рос. Роля-Жимерский, Михал) звернувся до міністрів оборони національної Республіки Чехословаччини і СРСР з проханням про щільну блокаду рубежу з Польщею, щоб ніхто не перебрався на територію сусідніх країн.

16 квітня — на засіданні Державної комісії безпеки представлено проєкт організації «Спеціальної акції „Схід“» (пол. "Akcji specjalnej «Wschód»"), згодом перейменованої на «Акція „Вісла“» (пол. Akcja «Wisła»), який починався від речення:
|  | «Остаточно вирішити українську проблему у Польщі. З тією метою: а)провести за погодженням з Державним Репатріаційним Управлінням евакуацію з південної та східної прикордонної смуги усіх осіб української національності на північно-західні землі, розселяючи їх там, за можливості, якнайрозпорошеніше; б) евакуації будуть піддані усі українські народності з Лемками включно (…)» Оригінальний текст (пол.) «Rozwiązać ostatecznie problem ukraiński w Polsce. W tym celu: a) Przeprowadzić w porozumieniu z Państwowym Urzędem Repatriacyjnym ewakuacje z południowego i wschodniego pasa granicznego wszystkich osób narodowości ukraińskiej na ziemie północno-zachodnie, osiedlając je tam w możliwie najrzadszym rozproszeniu, b) Ewakuacją bedą objęte wszystkie odcienie narodowości ukraińskiej z Lemkami włącznie (…)» |

17 квітня — звіт спеціальної комісії Міністерства безпеки і оборони в справі вбивства генерала Сверчевського:
|  | «У результаті проведених операцій не виявлено нікого з виконавців нападу, вчиненого 28 березня 1947 р. У зв'язку із вищесказаним, як і з тим, що ми зовсім не маємо агентури у підпіллі, стан справ виключає швидке встановлення злочинців, як виконавців, так і інспіраторів та організаторів вбивства генерала Сверчевського» Оригінальний текст (пол.) «W wyniku dotąd przeprowadzonych operacji nie ujęto nikogo ze sprawców napadu, dokonanego w dniu 28 marca 1947 r. W związku z powyzszym, jak na skutek całkowitego braku agentury w podziemiu, w obecnym stanie sprawy wykluczone jest ścisłe ustalenie przestępców, podłoża przestępstwa, jak rowniez inspiratorów i organizatorów zabójstwa gen. Swierczewskiego» |

18 квітня — Посол Польської республіки в Москві повідомляє міністра закордонних справ СРСР про акцію «Вісла».

20 квітня — план дій Оперативної групи «Вісла»:
|  | «Негайно приступити до встановлення та розробки української інтелігенції та священнослужителів, котрі є головним двигуном діяльності українського підпілля. Скласти детальні списки для їхнього цілковитого виселення» Оригінальний текст (пол.) «Przystąpić niezwłocznie do ustalenia i rozpracowania inteligencji ukraińskiej, kleru ukraińskiego, którzy są głównym motorem działalności ukraińskiego podziemia. Sporządzić dokładne spisy dla całkowitego wysiedlenia jej» |

22 квітня — інструкція командування Оперативної групи «Вісла» для командира конвою транспорту з виселеними українцями:
|  | «Не допустити до контактів тих, що виселяють, з населенням ззовні. (…) Під час всієї подорожі командир конвою повинен пильнувати, щоб всі вагони з однієї сторони були постійно зачинені. У нічний час, натомість, після вечірньої перевірки стану окремих вагонів, вагони належить замкнути з обох сторін» Оригінальний текст (пол.) «Nie dopuścić do kontaktow przesiedlanych z ludnością z zewnątrz. (…) W czasie całej podróży d-ca konwoju dopilnuje, aby wszystkie wagony z jednej strony były na stale zamkniete. W czasie nocy natomiast, po wieczornym sprawdzeniu stanu poszczególnych wagonów, wagony należy zamknąć z obydwu stron» |

22 квітня — у Сяноці починає «працювати» Військовий суд Оперативної групи «Вісла». Протягом трьох місяців він засудив 173 українців до смертної кари, 58 на довічне ув'язнення і 79 на кару до 15 років ув'язнення.

23 квітня — постанова Політбюро ЦК ПРП у справі ув'язнення «підозрілих українців» (пол. «podejrzanych Ukraińców») у концтаборі в Явожні.

23 квітня — інструкція командування ОГ «Вісла» для командира виселенського відділу:
|  | «З метою забезпечення їм спокійного життя і праці, уникнення непотрібних жертв цивільного населення під час боротьби з бандитизмом в районі сіл і в самих селах за розпорядженням місцевих влад населення переселяється на повернуті території. Кожен, хто несанкціоновано залишиться після виселення, буде вважатися за члена банди і трактуватися як такий.» Оригінальний текст (пол.) «Celem umożliwienia im spokojnego życia i pracy, uniknięcia niepotrzebnych ofiar ludności cywilnej przy zwalczaniu bandytyzmu w rejonie wiosek i w samych wioskach, zarządzeniem władz naczelnych ludność zostaje przesiedlona na tereny odzyskane. Ktokolwiek z nieupoważnionych zostanie po wysiedleniu, będzie uważany za członka bandy i jako taki traktowany». |

23 квітня — інструкція командування ОГ «Вісла» для коменданта полкового збірного пункту:
|  | «Полковий збірний пункт є першим етапом переселення. Тут відбувається перша селекція переселенців. Селекція має на меті виявлення ворожих та сумнівних елементів» Оригінальний текст (пол.) «Pulkowy punkt zborny jest pierwszym etapem przesiedleńczym. Tu odbywa się pierwsza selekcja przesiedlonych. Selekcja ma na celu wyłowienie elementów wrogich i niepewnych» |

23 квітня — з'являється наказ для вояків перед їх виїздом на акцію «Вісла»:
|  | «Солдати! Випала нам неземна честь, що ідемо воювати за права народу. Матері і діти, плачучи, благають про допомогу своїх синів у війську, щоби покласти край діяльності фашистських бандформувань під знаком Української Повстанської Армії, створеної гітлерівськими фашистами і керованої офіцерами СС» Оригінальний текст (пол.) «Żołnierze! Spotkał nas ten zaszczyt niezmierny, że idźemy walczyć o prawa ludu. Matki i dzieci płaczące wzywaja o pomoc swych synow w wojsku, by położyć kres działalności bandom faszystowskim spód znaku Ukraińskiej Powstańczej Armii zalożonej przez faszystow hitlerowskich i kierowanej przez oficerów SS» |

24 квітня — Президія Ради Міністрів Республіки Польща ухвалила рішення у справі Акції «Вісла».

24 квітня — з Варшави відправлено залізничним транспортом 15 тонн колючого дроту для побудови перехідних виселенських таборів.

24 квітня — згідно з наказом командира ОГ «Вісла» починаються масові арешти українців, запідозрюваних у співпраці з УПА.

28.04.1947 о 04:00 ранку шість польських дивізій (близько 17 тисяч осіб) та відділи Корпусу Безпеченьства Публічного (назва органів польської служби безпеки) оточили території, на яких компактно проживало українське населення. В цей же час відділи НКВС і чехословацької армії заблокували східні і південні кордони Польської республіки від Берестя до Нового Санча. Операція Вісла проводилась під безпосереднім керівництвом міністра оборони Польської республіки маршала Р. Жимерського та генерала С. Моссора.

28-29 квітня — на засіданні Пленарної Конференції єпископату Польщі Примас Польщі Кардинал Август Гльонд повідомляє, що Святійший Отець іменував його делегатом для Церков східного обряду в Польщі — Греко-Католицької і Вірменської. Просить польських владик, щоб з великою розсудливістю і гідністю ставилися до греко-католиків, щоб «навіть не давати приводу, що спричиняються до ліквідації Церкви» (пол. «nawet nie dawać pozorów, że przyczyniają się do likwidacji Cerkwi»). Просить також, щоб з українських церков не забирали іконостасів.

29 квітня — зі станції Куляшне від'їжджає перший транспорт з виселенцями. Це мешканці Должиці Сяніцького повіту.

1 травня — командування 9 Дивізії Війська Польського повідомляє, що 1 травня в Перемишлі
|  | «… у зв'язку з початком травневих свят в костелі отців Францисканців, один з ксьондзів у своїй проповіді виразив глибокий жаль та співчуття з приводу великого нещастя, котре спіткало „наших братів“ (Українців?), сказаних з причини виселення на поневіряння; взивав він вірних до молитов за „братів“, котрих спіткало лихо». Оригінальний текст (пол.) "w związku z rozpoczęciem nabożeństw majowych w kościele оо. Franciszkanów, jeden z księży w swym kazaniu dał wyraz głębokiego współczucia z powodu wielkiego nieszczęscia, jakie dotknęło «naszych braci,, (Ukraińcow?), skazanych na skutek wysiedlenia na poniewierkę i tułaczkę; wzywał on wiernych do modlitw za dotkniętych tą kleską „braci“» |

9 травня — командування 7 Дивізії Війська Польського повідомляє, що
|  | «На обслуговуючих станціях виселена людність дякувала війську за надану допомогу і за добре трактування. Виїжджаюча людність спонтанно маїла вагони зеленню або вивішувала біло-червоні прапорці» Оригінальний текст (пол.) «Na stacjach załadowczych ludność wysiedlona dziękowała wójsku za okazaną jej pomoc i za dobre traktowanie. Wyjeżdżająca ludność samorzutnie maiła wagony zielenią lub wywieszała biało-czerwone chorągiewki» |

9 травня — з Освєнціма до концентраційного табору в Явожні прибуває перша група українців. В'язнем № 1 є Марія Баран, дочка Петра й Анни, нар. 10.III.1929 р. в Луковій Ліського повіту.

15 травня — краківський щоденник «Naprzód» («Вперед») повідомляє про акцію «Вісла».
|  | «Ця акція, з одного боку, причиниться певною мірою до сприяння викоріненню банд УПА, а з іншого боку, призведе до цілковитого динамічного опольщення Повернених земель» Оригінальний текст (пол.) «Akcja ta z jednej strony przyczyni się w pewnej mierze do ułatwienia zwalczania band UPA, z drugiej strony doprowadzi do całkowitego przyswojenia tego elementu przez dynamiczną polskość Ziem Odzyskanych» |

22 травня — у лісі біля Лішної Сяніцького повіту розстріляно у збірній екзекуції першу групу 19 українців, засуджених на смерть Військовим судом Оперативної групи «Вісла». Серед страчених була дівчина Розалія Мілько.

27 травня — таємна, вручну написана, інструкція головного прокурора Війська Польського полковника Генрика Гольдера для Військового суду Оперативної групи «Вісла»:
|  | Смертні вироки, видані Військовим Трибуналом Групи «Вісла», виконувати відразу після оголошення вироку. Вищесказане стосується тільки «упівців» Оригінальний текст (пол.) «Wyroki śmierci wydane przez Sąd Wojskowy Grupy „Wisła“ niezwłocznie po ogłoszeniu wyroku wykonywać. Powyzsze dotyczy jedynie „Upowców“» |

21 червня — у Любачеві відбулася урочиста зміна назви вулиці Шашкевича на вул. «генерала Свєрчевського».

6 липня — наказ командування ОГ «Вісла» № 006 про створення спеціальних військових «Grup Kontrolnych» («Груп Контрольних»), завданням яких є перевірити ще раз кожну виселену місцевість у пошуках українців:
|  | «Перевірити, чи на їх території не залишилися родини, особливо осіб, котрі повинні бути виселені, або ж чи немає утікачів з транспортів, котрі повернулися на своє старе місце проживання. У разі підтвердження таких випадків, ці особи негайно виселити і під конвоєм передати до найближчих збірних пунктів»Оригінальний текст (пол.) «Sprawdzić, czy na ich terenie nie pozostały rodziny, względnie osoby, które winny być wysiedlone, lub czy nie ma uciekinierów z transportów, którzy powrócili na swe stare miejsce zamieszkania. W razie stwierdzenia takich wypadków, osoby te niezwłocznie wysiedlić i pod konwojem przekazać do najblizszych punktów załadowczych» |

15 липня — Державна комісія безпеки вирішує, щоб від 1 до 25 липня ОГ «Вісла» провела «kontrolę terenów i oczyszczenie z pozostałych resztek» (тобто — «контроль і зачистку території від решток»).

16 липня — наказ № 0010 командира ОГ «Вісла» генерала Моссора про арешт і заслання в концтабір Явожно «Ukraińców, wysiedlonych i bezprawnie powracających» («…виселених українців, що незаконно повертаються»).

19 липня — наказ № 063 командира 7 Дивізії Війська Польського полковника Бобровського:
|  | «Усіх виселених українців, що з'являються на території відповідальності Дивізії, з метою проведення жнив, — арештувати і віддати Службі Безпеки з ціллю їх відсилання до концентраційних таборів» Оригінальний текст (пол.) «Wszystkich Ukraińców wysiedlonych, pojawiających się na terenie odpowiedzialności Dywizji, celem przeprowadzenia zniw — aresztować i oddać UB celem odeslania ich do obozów koncentracyjnych» |

29 липня — закінчує свою діяльність Оперативна група «Вісла». Її завдання переймає Оперативна група Краківської округи.

### Дві фази
Оперативна група «Вісла» мала проводити депортацію українського населення та ліквідацію УПА на Закерзонні у двох фазах. У першій — в регіоні Сяніка та у прилеглих регіонах від заходу й півночі. Рівночасно мали депортувати українців з Люблінського воєводства. У другій фазі — в регіонах Перемишль — Любачів і на терені Лемківщини (повіти Ясло, Коросно, Горлиці, Новий Санч і Новий Торг).
Терен діяльності Оперативної групи «Вісла» був поділений на 4 оперативні райони: «S» (Сянік) — керував особисто керівник ОГ «Вісла» генерал С. Моссор, «R» (Ряшів) — під командуванням командира 9-ї Дивізії полку, «L» (Люблин) — під командування начальника Люблинського Військового Округу, «G» (Горлиці) — керування організовано у другій фазі виконання операції.

### Три етапи
Депортаційні заходи проходили в три етапи:
1) з 28 квітня 1947 до 15 червня 1947 року виселялись українці з повітів Ліско, Сянік, Перемишль, Ясло, Коросно, Любачів, Горлиці, Ярослав;
2) до 30 червня 1947 року вивозилося українське населення з повітів Новий Санч, Новий Торг, Томашів Любельський, Грубешів.
3) до кінця жовтня 1947 року депортовано населення з решти повітів Закерзоння.
На 31 липня 1947 року, за польськими даними, було переселено 140 575 осіб, ув'язнено в концтаборі Явожно 3936 осіб (з них: 823 жінки, 27 священники. Унаслідок катувань загинуло близько 200 бранців), убито 655 осіб, заарештовано 2800 членів українського руху ОУН і УПА у Закерзонні. З квітня до липня 1947 року оперативна група «Вісла» провела 357 бойових акцій, ліквідувала 1509 повстанців, знищила 1178 бункерів і криївок.
1 серпня 1947 року таємна інспекція Державної комісії безпеки наказала командувачам Краківського і Люблінського воєводств виселити всіх українців, що залишилися на їх території після акції «Вісла», без огляду на ступінь лояльності і партійну приналежність та організувати контрольні бригади з перевірки кожного виселеного села, щоб у них не залишилася жодна українська чи змішана родина. 
Намагаючись прискорити асиміляцію переселенців, органи влади, звичайно, допускали переїзд в одну місцевість не більше 3-4 українських родин.
До кінця 1947 року у місця, звідки було депортовано українське населення, переселено близько 14 тисяч осіб польської національності.

## Насильство
Акція супроводжувалась масовим насильством над українським населенням. Польська комуністична міліція озброювала польських селян-шовіністів, що знищували цілі села, вбиваючи українське населення. Після закінчення Другої світової війни антиукраїнський терор був, головно, справою рук польської комуністичної просталінської влади, але не тільки її. Брали участь у цьому частини польського крайнього правого підпілля — Національних Збройних Сил (NSZ) і Національної Військової Організації (NOW). Озброєна група під командуванням «Волиняка» винищила майже всіх мешканців села Малі Куровичі — за даними польського сейму 300 осіб, згідно з рапортами УПА 2000 осіб. На думку командирів УПА, «Волиняк» співпрацював з НКВС. У селі Верховина учасники NSZ вбили 194 українських селян, в тому числі 65 дітей. Інший відділ, який належав до АК, замордував 460 українців у селі Павлокома.
Популярний девіз поляків: «Українців за Сян!».
На початкових етапах операції на Закерзонні не було частин УПА, а тільки невеликі загони самооборони, і українське населення було майже беззахисне, але скоро через Сян переходять три частини УПА, що починають бойові дії проти Війська Польського, польської міліції і загонів НКВС.
Командирами УПА було наказано не проводити терору проти польського цивільного населення (знищувати тільки озброєних шовіністів).
УПА починає співпрацювати з польською організацією «Воля і незалежність», що постала з Армії Крайової. ВіН саботувала вивіз українського населення до СРСР. Командир Штендер-Прірва, що був відправлений командуванням УПА Львівського регіону для припинення україно-польського протистояння і порозуміння з АК для спільної боротьби проти сталінізму, писав: «ВіН проводив пропаганду серед солдатів Війська Польського, аби вони по-людськи ставилися до українського населення, не виганяли його до СРСР і дивились крізь пальці на втечу чи ухиляння від переселення. Під час виселення багато українських родин знайшло, за згодою ВіНу, притулок у польських селах». Але провід ОУН і польський уряд в еміграції не дійшли порозуміння і співпраця була місцевого характеру.
На теренах Закерзоння, що були під контролем АК, ситуація була спокійнішою, але поступово АК була роззброєна і владу передали комуністам.
Згідно з офіційними даними, в 1944—1947 роках від рук УПА загинуло 599 цивільних осіб польської національності (з них 368 в 1945 році). Варто відзначити, що до «цивільних осіб» статистика зараховує також учасників збройних відділів «самооборони» (за винятком ормовців), які брали активну участь в антиукраїнському терорі. Але заступник міністра внутрішніх справ генерал Владислав Пожога підтвердив, що від рук цілого польського підпілля загинуло близько 10 тисяч цивільних осіб, або майже у 20 разів більше, ніж від рук УПА.

## Спогади очевидців
Михайло Боцуля, 1928 року народження, переселений із села Нагірчани (Надсяння): «Ми не переселенці, ми — вигнанці. Пам'ятаю, осіннього вересневого ранку 1947 року в наше село Нагірчани <…> увійшла велика група польських солдат <…> і дали команду: „За 20 мінут жеби вас тут нє било!“ У селі здійнявся крик, зойк, плач. Транспорту нам ніхто не дав. Хто мав коней, той зложив собі, що міг, на віз і поїхав на станцію Бакунчиці в Перемишлі. І хто не мав коней — брав клунки на плечі, дітей, корову на шнурок і чвалав на станцію пішки, залишивши все в хатині, у стодолі і на полі. Назад дороги нам не було. <…> Ми прибули на станцію Бакунчиці в Перемишлі: більше ніхто до села не повертався, бо поліція і солдати не пускали. Чекали на ешелон надворі під дощем, в холоді і в голоді, бо не можна було зварити їжу навіть для малих дітей. Помістили у вагон чотири сім'ї. Вагони були довоєнні, малі. <…> Вивантажили на станції Комарно. Люди розійшлися по ближніх селах шукати собі житла і пристановища. <…> Однак у селі вільних хат не було: ще не виїхали з нього поляки. Ми цілий місяць жили разом з польською сім'єю…»
Олександр Боровик, 1936 року народження, переселений із села Городиславичі: «…Зі станції нашу сім'ю привезли на арбі в село Грозноє Красноармійського району Запорізької області. У це село не потрапила ні одна сім'я з переселених. У селі багато було спалених хат, люди жили в землянках, голодували. Нас помістили у напівзруйнованому бараці. Дров не було, приходилось збирати перекотиполе, різне сміття і тим опалювати житло. <…> Корова була нашим спасінням від голоду. Місцевим жителям давали лишки молока в обмін на корм корові або на який кілограм крупи. <…> Нас обзивали поляками і насміхались, як тільки могли. <…> У Запорізькій області ми скуштували всього: холоду, голоду, принижень, наруги. <…> На превеликий жаль, і тут в західних областях часто доводилось чути образи на адресу переселенців. Слово „переселенець“ вимовлялося з негативним відтінком, у нього вкладалось поняття меншовартості, а це аж ніяк не відповідало дійсності».

## Наслідки
27 серпня 1949 року у Польській республіці урядовим декретом українці позбавлені права на господарства, з яких вони були виселені під час акції «Вісла» і на залишене там нерухоме майно та припинення збройного повстання УПА
.

## Список виселених сіл і містечок
Список виселених у ході операції «Вісла» сіл і містечок:.

### Краківське воєводство
Повіт Новий Санч: Андріївка, Барановець, Берест, Більцарова, Богуша, Вафка, Верхомля, Верхомля Войкова, Дубне, Жеґестів, Злоцьке, Кам'янка, Котів, Королева Руська, Крижівка, Криниця Село, Лабова, Лелюхів, Лосє, Людовики, Матієва, Милик, Мохначка Вижня, Мохначка Нижня, Мушина, Нове Село, Перунка, Поворозник, Полянка, Розтока Велика, Складисте, Сонячна, Тилич, Угринь, Фльоринка, Фрицова, Чачів, Чорна, Щавник, Ястрябик.
Повіт Новий Торг: Біла Вода, Шляхтова, Чорна Вода, Явірки.

### Люблинське воєводство
Повіт Грубешів: Америка, Аннопіль, Бережниця, Білеполе, Богородиця, Бояничі, Будинин, Бусьно, Варошин, Вербіж, Вербковичі, Вижлів, Винники, Витків, Вишнів, Войславичі, Воля Уханська, Гатовичі, Гільче, Голуби, Голендри, Гонятин, Городище, Городло, Городловиці, Гостинне, Грабовець-Гора, Грубешів, Гусинне, Деканів, Дибинка, Довгобичів, Довжнів, Жабче, Жнятин, Жужіль, Жуків, Завалів, Задубці, Зосин, Кобло, Козодави, Конотопи, Конюхи, Копитів, Корків, Корощиці, Космів, Которів, Костяшин, Крилів, Кулаковичі, Курамнів, Лащів, Лівче, Ліски, Лубів, Маличі, Масломичі, Матче, Махнівок, М'ягке, Миців, Міняни, Мірче, Модринь, Моложів, Монятичі, Мошків, Неледів, Ниновичі, Нисмичі, Новосілки, Оборовець, Осердів, Ощів, Павловичі, Переводів, Перемислів, Печигори, Пивовщина, Пісочно, Полянка, Потуржин, Пригоріле, Ратиборовичі, Радостів, Рогатка, Русинь, Савчин, Свидники, Себечів, Скригочин, Славочин, Сліпче, Старгород, Старосілки, Степанковичі, Стрижів, Стрільці, Сулимів, Теляж, Теребінь, Терещани, Тихобір, Тудорковичі,Тухані, Тучапи, Убродовичі, Угринів, Уханька, Хлоп'ятин, Хоробрів, Хохлів, Цеблів, Цегельня, Черничин, Чортовиці, Чумів, Шиховичі, Шмитків, Шпіколоси, Щебрешин, Юзефин, Янки, Янострів, Ярославець, Ясениця.
Повіт Замостя: Горишів.
Повіт: Красний став: Сінниця.
Повіт Томашів: Бірки, Бориси, Василів, Вербиця, Верещиця, Вілька Вербицька, Волиця, Ворохта, Горай, Городославичі, Гребенне, Губинок, Гута Любицька, Гута
Снядецька, Гута Стара, Диниська, Журавці, Завади, Затилля, Зубувиці, Князі, Копське, Коргині, Корні, Корчів, Корчмин, Кривиця, Кунки, Лосинець, Лужки, Любича Королівська, Майдан, Махнів, Михайлів, Мости-Містечко, Мриглод, Нетреба, Новосілки, Павлищі, Перевалля, Піддубці, Псари, Річиця, Руда Журавецька, Руда Любицька, Селиська, Стаї, Сушів, Тарношин, Телятин, Тенетиська, Угнів, Ульгівок, Ходиванчі, Щеп'ятин, Яричів.
Повіт Холм: Сідлище, Туровець.

### Ряшівське воєводство
Повіт Березів: Бахір, Воля Володська, Гарта, Грушівка, Гута, Динів, Коштова, Лясківка, Поруби, Улюч, Яблониця Руська, Ясенів.
Повіт Горлиці: Баниця, Билична, Білянка, Бліхнарка, Бодаки, Боднарка, Бортне, Брунари Вижні, Брунари Нижні, Вапенне, Висова, Воловець, Ганчова, Гладишів, Гута Висовська, Довге, Ждиня, Ізби, Квятонь, Климківка, Конечна, Криве, Кунькова, Ліщини, Лосє, Маластів, Мацина Велика, Незнайова, Новиця, Пантна,
Перегонина, Прислоп, Пстружне, Радоцина, Реґетів, Рихвалд, Різділє, Ріпки, Ропа, Ропиця Руська, Сенькова, Сквіртне, Смерековець, Снітниця, Ставиша, Устє Руське, Фолюш, Чорна, Шимбарк, Ясьонка, Яшкова.
Повіт Коросно: Барвінок, Вільховець, Вільшня, Гирова, Завадка Риманівська, Зиндранова, Мисцова, Мшана, Наділля, Поляни, Терестяна, Тилява, Ясінка.
Повіт Лісько: Бахлява, Бережки, Бережниця, Березка, Березовець, Бібрка, Бізьмігова, Бреликів, Бук, Буковець, Ванькова, Веремінь, Ветлина, Вільхова, Вільшаниця, Вовковия, Воля Горянська, Воля Мігова, Воля Матіяшова, Гільське, Глинне, Городок, Горянка, Гузелі, Гучвиці, Дзюрдзів, Жерденка, Жерниця Вижня,
Жерниця Нижня, Заброддя, Завадка, Завої, Загочев'я, За Лісом, Звірин, Зубряче, Кальниця, Кобильське, Криве, Лісько, Лішна, Ліщовате, Луг, Лукавиця, Лукове, Лучке, Манастерець, Манів, Мичків, Мичківці, Мхава, Новосілки, Облази, Орелець, Пашова, Полянки, Полянчик, Прислоп, Радева, Райське, Рибне, Романова Воля, Ропенка, Руденка, Середнє Велике, Середнє Село, Середниця, Смільник, Солина, Солинка, Станкова, Стежниця, Стефкова, Струбовиська, Студене, Творильне, Терка, Тернава Горішня, Тернава Долішня, Тискова, Тісна, Угерці, Устрики Горішні, Хотінь, Чашин, Яворець, Янківці.
Повіт Любачів: Башня Горішня, Башня Долішня, Бобля, Борова Гора, Борхів, Брусно, Будомир, Великі Очі, Верхрата, Витки, Воля Велика, Вілька Горинецька, Вілька Змиївська, Гірча, Голодівка, Гораєць, Горинець, Гребля, Гута, Гута Рожанецька, Данахи, Дахнів, Дев'ятир, Диків Новий, Диків Старий, Діброва, Долини, Єнджеювка, Жуків, Забіла, Залісся, Залуже, Змиєвиська, Кадовбищі, Кобильниця Волоська, Кобилниця Руська, Корнаги-Діброва, Коровиця Голодівська, Коровиця Лісова, Коровиця Сама, Лисі Ями, Лівча, Лукавець, Любачів, Люблинець, Маєрівка, Мівків, Молодів, Монастир, Мощаниця, Наріль, Наріль Село, Німстів, Нова Гребля, Новини Горинецькі, Олешичі, Опака, Пірили, Плазів, Полісся, Прісся, Пугачі, Радруж Руда, Руда Рожанецька,
Сколин, Сопіт-Бігалі, Сопіт-Галані, Старе Село, Суха Воля, Тимці, Томси, Улазів, Ушковичі, Футори, Хотилюб, Цівків, Цішанів, Шутків, Ялина.
Повіт Перемишль: Аксманичі, Арламів, Бабичі, Батичі, Бахів, Бахорець, Белвін, Бередновичі, Бережава, Берізка, Бірча, Бірча Стара, Болестрашичі, Брилинві, Бушковичі, Валява, Вапівці, Вишатичі, Вітошинці, Вовче, Войтівка, Войткова, Воля Корінецька, Воля Крецівська, Воля Кривецька, Вуйковичі, Гаї, Германовичі,
Гнатковичі, Горохівиці, Грузьова, Грушатичі, Гуречко, Гурко, Гута, Гута Березка, Гутисько, Даровичі, Добрянка, Дрогобичка, Дрогоїв, Дубецько, Дуньковички, Жогатин, Журавиця, Залісся, Ісканя, Кальварія Пацлавська, Кальників, Кам'янка, Кашиці, Кічари, Клоковичі, Княжичі, Конюша, Конюшки,
Кописно, Коритники, Корінець, Корманичі, Котів, Крайна, Красічин, Креців, Кречкова, Кривники, Кривча, Кругель Великий, Кузьмина, Купковчі, Купна,
Куп'ятичі, Лази, Липа, Лімна, Литовня, Ліщава Горішня, Ліщава Долішня, Ліщавка, Лодинка, Лучичі, Макова, Малава, Малковичі, Марґєль, Мацьковичі,
Медика, Молодовичі, Нагіряни, Накло, Негрибка, Ненадова, Новосілки Козицькі, Ольшани, Оріхівці, Орли, Острів, Перекопань, Пикуличі, Підбуковина,
Підмостичі, Поздяч, Посада Риботицька, Пралківці, Придатки Гутиські, Речпіль, Риботичі, Розтока, Рокшиці, Рудавка, Руське Село, Рушельчичі,
Селиська, Сельниця, Середна, Сілець, Скопів, Солоне, Станіславчик, Стібно, Суфчина, Тарнавка, Тисова, Торки, Трійця, Трійчичі, Тростянець, Фредрополь, Хижина, Хижинка Юречкова, Явірник Руський, Яксманичі, Ямна Горішня, Ямна Долішня, Ясениця Сівчинська.
Повіт Ряшів: Явірник Польський.
Повіт Сянік: Бальниця, Белхівка, Биківці, Вапниська, Великополе, Вислок, Височани, Військо, Вільке, Вільхівці, Волиця, Воля Вижня, Воля Нижня, Воля Петрова, Воля Сенкова, Воля Яворова, Гломча, Голичків, Дальова, Добра Шляхетська, Довжниця, Долина, Дубенський, Душатин, Завадка Морохівська, Загір’є,
Загутинь, Залуже, Заслав'є, Збоїська, Кам'янка, Кам'янне, Карликів, Кожушне, Команьча, Королик Польський, Куляшне, Липовець, Ліски, Лішна, Ляхава, Мокре, Морохів, Мочари, Нагоряни, Полонна, Петрова Воля, Поляни Суровичні, Помірки, Посада, Яслиська, Прелуки, Прибишів, Радошиці, Ракова, Ратнавиця, Репідь, Розпуття, Розтоки, Ропа, Рудавка Яслиська, Семушова, Сенькова Воля, Сировиця, Солоне, Тирява Волоська, Тирява Сільна, Токарня, Туринське, Черемха, Чистогорб, Щавник, Явірник.
Повіт Ярослав: Бики, Біла Гора, Бобрівка, Боратин, Будзинь, Бучина, Варцаби, Венгерка, Ветлин, Вилева, Висіцько, Вовчасте, Воля Венгерська, Вілька Жапалівська, Воля Розвинницька, Воля Рокетницька, Воля Шувська, В'язівниця, В'яцковичі, Гаратини, Гелюш, Грабовець, Дибків, Діброва, Дібча, Добра, Дубровиця, Дуньковичі, Загребля, Залаззя, Заліська Воля, Заміхів, Замойсці, Запалів, Заставне, Ігнаші, Казимірка, Кальників, Ковалі, Корчмарі, Колонія, Конячів, Копань, Корениця, Корчова, Кравці, Криве, Крамарівка, Красне, Кругель, Крупки, Кути, Лази, Лежахів, Лупків, Ляшки, Майдан Сінявський, Маковисько, Мачуги, Манастир, Мірочин, Місани, Мішталі, Млини, Молодич, М'якиш Новий, М'якиш Старий, Нелепміль, Нелипковичі, Ніновичі, Осини, Острів, Павлова,Палюхи, Повкині, Пивода, Пискорі, Пискоровичі, Пігани, Повнатичі, Порохник, Радава, Радавка, Радимно, Реплин, Ришкова Воля, Рожвениця, Розбір, Рокетниця, Рудка, Рудки, Сведобна, Святе, Сінява, Сколошів, Слобода, Слоти, Сотна, Скуратки, Стежки, Сурохів, Сурмачівка, Тверде, Теребень, Теплиці, Тураки, Тухля, Халупки, Ходані, Хожів, Хотинець, Храпи, Цаплапи, Цидили, Цитуля, Частковичі, Червона Воля, Черче, Чудовиці, Шарцаби, Шівсько, Шмулі.
Повіт Ясло: Березова, Вишеватка, Галбів, Граб, Дошниця, Жидівське, Котань, Митар, Ожинна, Перегримка, Розстайне, Свіржова Руська, Святкова Велика, Святкова Мала, Скальник, Явірє.

## Операція в історичній пам'яті і міждержавному діалозі
- У 1990 році акцію «Вісла» було засуджено Сенатом Республіки Польща.
- У 2002 році президент Польщі Олександр Кваснєвський висловив співчуття з приводу виконання цієї акції.
- У січні 2007 року Світовий Конгрес Українців зажадав офіційних вибачень від Польщі за акцію «Вісла», а також виплат компенсацій постраждалим[10].
- 24 лютого 2007 року, Перемишль, наукова конференція, присвячена операції «Вісла», причини, перебіг і наслідки[11].
- 27 лютого 2007 року президент Польщі Лех Качиньський і президент України Віктор Ющенко в спільній заяві засудили операцію «Вісла»[12][13], і сказали, що вона суперечила базовим правам людини[14]. Президент Ющенко сказав 27 квітня 2007 року, що «винуватцем цієї операції був тоталітарний комуністичний режим»[15].
- 28 квітня 2017 року, у 70-у річницю з часу проведення польською владою акції «Вісла» — примусових депортацій українців з українських етнічних земель Лемківщини, Надсяння, Холмщини та Підляшшя (28.04.—12.08.1947), було оголошено Днем пам'яті, який відзначався в Україні на державному рівні.[16]
- 8 листопада 2018 року Верховна Рада України ухвалила Постанову «Про відзначення на державному рівні 75-х роковин початку депортації українців із Польщі у 1944—1951 роках». За ухвалення відповідного проєкту постанови № 8603 проголосували 234 депутати при мінімально необхідних 226. Так, парламент встановив відзначити на державному рівні 75-і роковини початку депортації автохтонних українців з Лемківщини, Надсяння, Холмщини, Підляшшя, Любачівщини, Західної Бойківщини у 1944—1951 роках.

Другим пунктом постанови парламент встановив другу неділю вересня Днем пам'яті примусового виселення автохтонних українців з Лемківщини, Надсяння, Холмщини, Південного Підляшшя, Любачівщини, Західної Бойківщини у 1944—1951 роках.
Третім пунктом парламент рекомендує Президенту «оголосити в Україні 2019 рік роком пам'яті депортованих українців» із цих територій у 1944—1951 роках. Кабінету Міністрів Рада рекомендує забезпечити відзначення у 2019 році на державному рівні 75-х роковин початку депортації автохтонних українців.
В 2023 році Польський Інститут національної пам'яті припинив розслідування примусового переселення 150 тисяч українців під час акції "Вісла" у 1947 році, заявивши, що "евакуація" була не репресивним, а "охоронним" заходом та відбулася "внаслідок масових вбивств, які здійснювали загони ОУН та УПА". У заяві йдеться, що слідство не виявило підстав розцінювати переселення українців, поляків та лемків як "комуністичний злочин проти людяності". 
Окрім цього, рішення провести акцію "Вісла" обґрунтували тим, що це була "військова операція", щоб побороти "терор ОУН-УПА" та гарантувати безпеку громадян.
|  | Евакуація відбувалася гуманним чином. Переселені забрали з собою переважну частину рухомого майна та домашніх тварин. Під час транспортування допомагали військові. Їм забезпечували харчування, лікування і медичну допомогу. Умови життя у місці оселення були кращими, ніж у покинутих місцях. Господарства і будівлі, які вони зайняли, були передані в їхню власність. З евакуйованим населенням, українським, польським та змішаним, поводилися на однакових підставах. Ніхто не був дискримінований через національне походження чи релігію, також їх не змушували відмовитися від власної культури, мови та традицій |